# John Tanner
John Tanner (presso il fiume Kentucky, 1780 – 1846) è stato un romanziere statunitense.

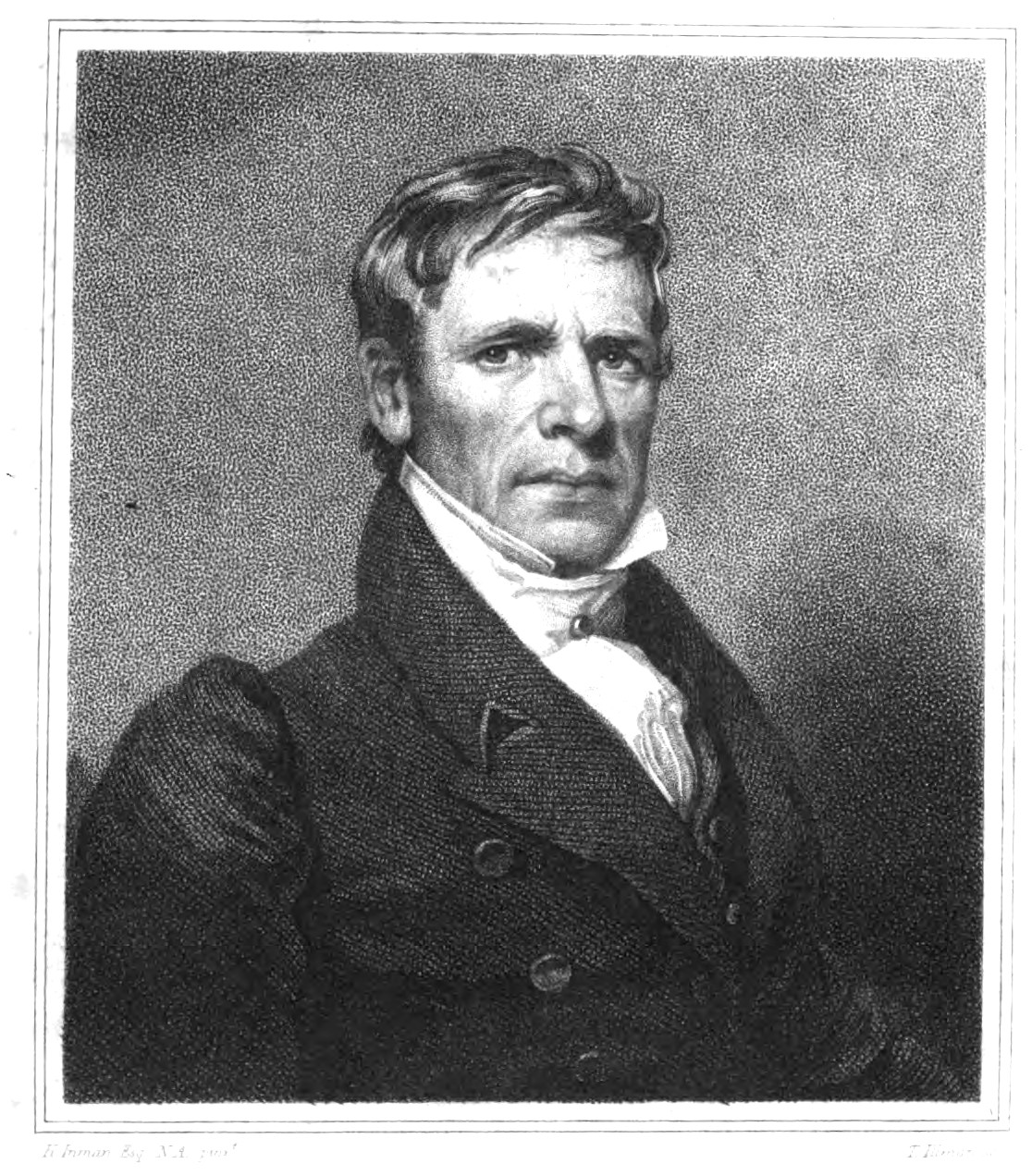
John Tanner

Oltre ad essere stato cacciatore e guida, è un autore di memorie sulla vita dei nativi nordamericani, che lo rapirono all'età di sei anni, citate da Alexis de Tocqueville (che lo incontrò personalmente) ne La democrazia in America.
Le memorie, pubblicate da Edwin James nel 1830 col titolo A narrative of the captivity and adventures of John Tanner, (U.S. interpreter at the Saut de Ste. Marie,) during thirty years residence among the Indians in the interior of North America, furono tradotte successivamente in Inglese e Francese.